# Guillaume Harouys
Pour les autres membres de la famille, voir Famille de Harouys.
Guillaume Harouys, sieur de la Rivière et de la Seilleraye, fut maire de Nantes en 1572.

## Biographie
Guillaume Harouys est le fils d'Olivier Harouys, secrétaire du Roi, trésorier général de Bretagne, et de Guillemette de Franchepierre.
Secrétaire du roi, il est greffier en chef au parlement de Bretagne. Il est élu maire le 28 décembre 1571, et refuse durant son mandat, l'année suivante, de se livrer au massacre de protestants nantais à l'instar du massacre de la Saint-Barthélemy, comme le lui ordonne Louis, duc de Montpensier,.
Marié à Anne Dupin, dame de Saint-Michel en Touraine (actuellement en Indre-et-Loire), il sera le premier représentant de la famille de Harouys a diriger la municipalité nantaise, puisque son fils Charles Harouys sera également maire de Nantes, ainsi que les deux fils de ce dernier : Louis et Jean.

## Municipalité
Sous-maire :
- Michel Le Lou, Sr du Breil

Échevins :
- Me Pierre Billy, Sr de la Grée ;
- Jean-Paul Mahé ;
- Guillaume Le Bret, Sr de la Brandaisière ;
- Fyot, Sr de la rivière ;
- Jacques Davy ;
- Jean Quantin ;
- Gilles de Launay ;
- Jean Houys ;
- Guillaume Bretagne.